# Guido II de Saint-Pol
Guido II de Saint-Pol foi um nobre francês do século XIII, membro da casa de Châtillon. Era filho de Hugo V e sua esposa Maria de Avesnes, condessa de Blois. Em 1247, pelo testamento de seu pai, tornar-se-ia conde de Saint-Pol, posição que reteve até a sua morte em 1289. O título deveria ir diretamente para seu filho Guido III, mas foi primeiro ocupado por seu filho mais velho Hugo VI.